# Sunna (islam)
Sunna (arabiska: سنة) är ett ord för "traditionen", vilket innebär att islam definieras inte bara av Koranen utan även av hur den islamiske profeten Muhammed levde ("sira", som är en levnadsbeskrivning av Muhammed) och vad Muhammed yttrade ("hadith", som berättar om vad Muhammed sade och gjorde). Muhammeds sunna är den praktiska tolkningen av Koranen och betraktas som islams andra källa. Om det finns någon motsägelse mellan någon tradition och Koranen håller sig muslimen till Koranen, ty ingen äkta tradition från Muhammed kan stå i motsättning till Koranen.
Även före Muhammeds tid levde man efter sunna som då syftade på förfädernas sätt att leva och handla i olika situationer och ordet betydde norm, sed, tradition.
I islamisk tid fick ordet ny innebörd och blev under det första århundradet ett centralt begrepp i rättstänkande och troslära. Ordet sunna förekommer i Koranen som förislamsk paxis, men får en mer specifik betydelse i uttrycket "Guds sunna". Den uppenbarades genom Muhammed och i korantexten framhålls han som en förebild för de troende. Tanken om profetens sunna blev därför   tidigt utvecklad i historien och profetens efterföljansvärda liv beskrevs i haditherna.
När de yttre förhållandena efter hand förändrades, visade sig Koranen alltmer otillräcklig för sin uppgift att tjäna som rättesnöre för alla de teologiska, rituella, juridiska och praktiska spörsmål, som kan förekomma i det offentliga eller enskilda livet. På 800-talet definierades profetens sunna som en grund för lagen och blev därvid en källa till islamisk lag.
Inom sunniislam skiljer man mellan fyra ortodoxa rättsskolor, Shafi, Hanafi, Hanbali och Maliki. Sunniterna som tillerkänner sunna lika stor auktoritet som Koranen representerar den islamiska ortodoxin.

## Konflikt med shiaislam
Den största icke-sunnitiska muslimska inriktningen shiaislam, mer specifikt "Ithna 'ashariya"-shiismen som även kallas tolvorna eller imamiterna, vilar sina läror på den ja'faritiska rättsskolan. Denna rättskolas inställning till sunnan om profeten skiljer sig från sunniterna på så sätt att det inte handlar om vems tradition det är, utan snarare om vilken tradition som är sann. De berättelser (hadither) som återger vad Muhammed gjorde, sade eller angav ges av både shiiter och sunniter olika trovärdighetsgrad, från svag berättelse till stark berättelse. Konflikten mellan shiiter och sunniter (liksom inom de olika riktningarna också) handlar bland annat om vilka berättelser som är starka respektive svagare, eller helt falska. Shiamuslimer anser att de som kan tolka Koranen och sunnan på korrekt sätt är Ahl al-Bayt ("Husets folk", profeten Muhammeds närmsta familj), vilka är de som man då bör referera till för att få en korrekt förståelse av Koranen och sunnan.